# Кошукова, Луиза Александровна
Луиза Александровна Кошукова (1925—2006) — советская и российская актриса театра и кино, народная артистка Российской Федерации (1998).

## Биография
Родилась 6 сентября 1925 года в селе Дубровное Тюменской области.
После окончания школы, на основании конкурса, проходившего в Свердловске, попала в Школу-студию МХАТ, которую окончила в 1947 году. С этого же года работала во МХАТе, дебютировав 1 марта 1947 года.
После раздела театра, с 1987 года, работала на сцене МХАТа им. М. Горького до своей смерти. Также с 1994 играла в Московской драматической труппе «Блуждающие звезды» и изредка снималась в кинофильмах.
Скончалась 21 января 2006 года в Москве. Похоронена на Ваганьковском кладбище (55 участок) рядом со своей матерью — Кошуковой Степанидой Даниловной (1899—1996).
Была замужем за актёром — А. В. Вербицким (1926—1977).

## Награды
- Орден Дружбы (2005).
- Медаль «В память 850-летия Москвы» .
- Медаль «Ветеран труда».
- Народная артистка Российской Федерации (1998).
- Заслуженная артистка РСФСР (1963).

## Творчество

### Фильмография
- 2002 — Две судьбы — соседка Миши
- 1978 — Приказ номер один (фильм-спектакль) — Красина
- 1978 — Москва. Чистые пруды (фильм-спектакль) — эпизод
- 1978 — Антонина Брагина — мать Степана
- 1973 — Единственный свидетель (фильм-спектакль) — Стелла
- 1969 — Чайковский — мать Чайковского
- 1965 — Мещане (фильм-спектакль)
- 1960 — Бессонная ночь — Тамара Петунина
- 1950 — Заговор обречённых — Магда Форсгольм